# 杰倫·強森 (1996年)
杰倫·拉尚·齊亞德·強森（1996年8月7日—）為美國男子籃球運動員。
他的母親珍妮塔·強森（Janetta Johnson）曾是籃球運動員，1988至1989年球季以130次阻攻成為威斯康辛大學隊史單季阻攻紀錄，職業生涯曾至葡萄牙發展四年半，高掛球鞋後擔任過兒子杰倫三年級到九年級的AAU球隊教練。2013年9月就讀伊普西蘭蒂高中的強森承諾2014年進入路易斯維爾大學就讀。2017年4月強森決定不就讀大學四年級，投入NBA选秀。
2019年9月4日，海法夏普爾引進強森。11月2日，強森離開了海法夏普爾。
2021年1月5日，切爾卡瑟猿宣布引進強森。1月13日，切爾卡瑟猿表示強森不但推遲原定1月9日抵達烏克蘭的時程，之後還與NBA G聯盟球隊簽約。
2023年3月28日，蒙特維多國民引進強森。9月14日，強森於T1聯盟臺北台新戰神成軍記者會上亮相。
2024年5月28日，強森在BIG3選秀會於第一輪被Bivouac選中。8月20日，海法夏普爾引進強森。10月22日，強森因為以色列的安全局勢離開了海法夏普爾，與亞洛瓦體育簽約。

## 外部連結
- 杰倫·強森的Instagram帳戶
- 杰倫·強森在fiba.basketball（英语）
- 杰倫·強森在NBA G聯盟官網（英语）
- 杰倫·強森在TBLStat.net（英语）
- 杰倫·強森在Basketball-Reference.com（NBA）（英语）
- 杰倫·強森在Basketball-Reference.com（NBA G聯盟）（英语）
- 杰倫·強森在Basketball-Reference.com（國際）（英语）
- 杰倫·強森在Sports-Reference.com（NCAA）（英语）
- 杰倫·強森在Eurobasket.com（球員）（英语）
- 杰倫·強森在Proballers（英语）
- 杰倫·強森在RealGM（球員）（英语）